# Corynoneura gratias
Corynoneura gratias är en tvåvingeart som beskrevs av Schlee 1968. Corynoneura gratias ingår i släktet Corynoneura och familjen fjädermyggor. Arten är reproducerande i Sverige. Inga underarter finns listade i Catalogue of Life.